# N Delapan Aek Nabara
N Delapan Aek Nabara is een bestuurslaag in het regentschap Labuhan Batu van de provincie Noord-Sumatra, Indonesië. N Delapan Aek Nabara telt 258 inwoners (volkstelling 2010).